# Gladsaxhallar och Tobisviksheden
Gladsaxhallar och Tobisviksheden este o arie protejată (arie specială de conservare — SAC, sit de importanță comunitară — SCI) din Suedia întinsă pe o suprafață de 95,6 ha, integral pe uscat.

## Localizare
Centrul sitului Gladsaxhallar och Tobisviksheden este situat la coordonatele 55°34′52″N 14°19′26″E / 55.5812°N 14.3239°E.

## Înființare
Situl Gladsaxhallar och Tobisviksheden a fost declarat sit de importanță comunitară în ianuarie 1997 pentru a proteja 1 specie de plante și 1 specie de animale. Situl a fost protejat și ca arie specială de conservare în martie 2011.

## Biodiversitate
Situată în ecoregiunile continentală și marină baltică, aria protejată conține 9 habitate naturale: Dune de coastă fixe cu vegetație erbacee („dune gri”), Pajiști fino-scandinave uscate până la mezice, bogate în specii de altitudine mică, Dune mobile de-a lungul țărmului cu Ammophila arenaria („dune albe”), Liziere de ierburi înalte hidrofile de câmpie și de nivel montan până la alpin, Roci stâncoase cu vegetație pionieră de Sedo-Scleranthion sau Sedo albi-Veronicion dillenii, Pajiști uscate europene, Faleze cu vegetație de pe coastele atlantice și baltice, Pajiști cu Molinia pe soluri calcaroase, turboase sau argilos-nămoloase (Molinion caeruleae), Vegetație psamofilă uscată cu pășuni deschise de Corynephorus și Agrostis.
La baza desemnării sitului se află mai multe specii protejate:
- plante (1): Dianthus arenarius subsp. arenarius
- amfibieni (1): triton cu creastă (Triturus cristatus)

Pe lângă speciile protejate, pe teritoriul sitului au mai fost identificate 2 specii de amfibieni, 1 specie de reptile.